# N!xau
N!xau (rođen kao G!kau, puno ime Gcao Coma) (Tsumkwe, 16. prosinca 1944. – Tsumkwe 1. srpnja, 2003.) je bio namibijski farmer i glumac koji je postao poznat nakon što je 1980. glumio u filmu Bogovi su pali na tjeme, i njegovim nastavcima. U filmu je glumio kalaharijskog Bušmana Xixa.
Glumio je i u filmovima: Bogovi su pali na tjeme (1980), Bogovi su pali na tjeme II (1989), Bogovi su pali na tjeme III ili Ludi Safari (1991), Bogovi su pali na tjeme IV ili Ludi Hong Kong (1993) i Bogovi su pali na tjeme V  (1994). U namibijskim novinama, jedan je novinar napisao da je N!xau, sav novac zarađen od snimanja filmova bacio u vjetar, jer nije shvaćao vrijednost novca.
Nakon završetka svoje filmske karijere, N!xau je uzgajao kukuruz, banane i grašak i imao nekoliko grla stoke. 1. srpnja 2003. umro je od tubekuloze, dok je bio u lovu. Pokopan je 12. srpnja u mjestu Tsumkwe, pored groba svoje druge žene. Imao je šestero djece.
Njegov menadžer je rekao da je njegovo pravo ime G!kau, a ime N!xau je nastalo zbog tiskarske pogreške za vrijeme snimanja prvog filma.

## Vanjske poveznice
- N!xau